# Büszkeség

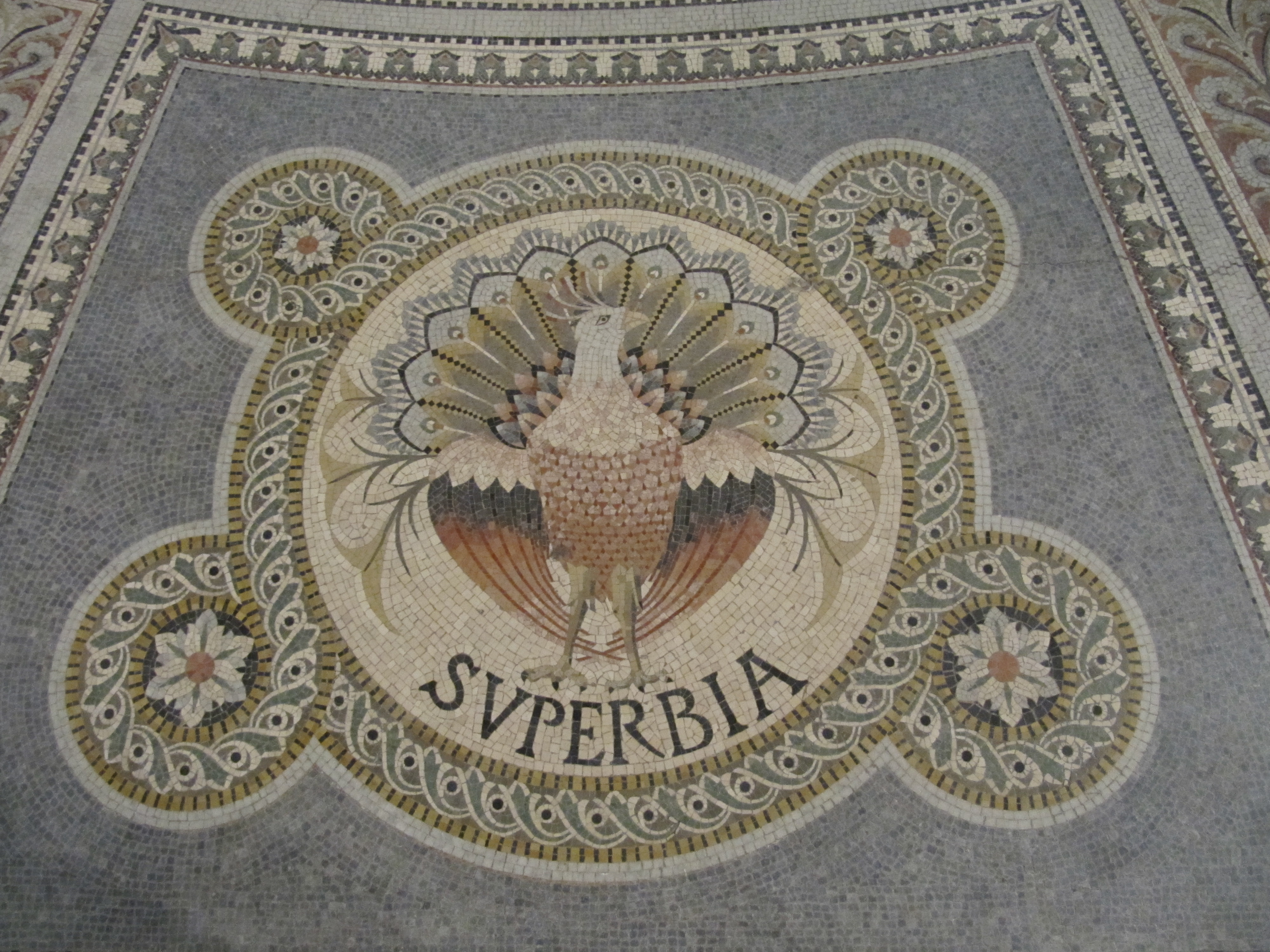
Superbia - latin kifejezés a gőgös büszkeségre, ami kerülendő viselkedés. (A Notre-Dame de Fourvière bazilika mozaikja.

A büszkeség egy befelé irányuló érzelem, az önelégedettség érzése. Ez más gondolatokkal és érzelmekkel társulva sokféle viselkedési formának adhat alapot. A büszkeség magyar nyelvben két közkeletű jelentéssel bír.
A pozitív értelmezésében a büszkeség önbecsülés - megelégedést jelent az illető saját vagy egy csoport döntéseivel vagy cselekedeteivel, ami dicséret, független önreflekció és kiteljesedett valahová tartozás eredménye. 
A negatív értelmezésében a gőg, önteltség és a beképzeltség szinonimája, az illető személyes státuszának vagy eredményeinek egy túlértékelt érzékelését, élményét jelenti, gyakran szinoním módon használva a hübrisszel. 
Filozófusok és szociálpszichológusok megjegyezték, hogy a büszkeség egy összetett másodlagos érzelem, amely az önérzékelés fejlettségét igényli, és azt, hogy az érzelmet meg tudjuk különböztetni másoktól (például hogy a büszkeség különbözik az örömtől és a boldogságtól) a nyelvi alapú interakció során. Némely szociálpszichológus azzal társítja, hogy az illető magas társadalmi státusszal rendelkezik. Ezzel ellentétben a büszkeség jelentheti az igazsággal való egyet nem értést is. Az első értelmezés egyik definíciója Szent Ágostontól jön: "a saját kiválóságunk szeretete". Egy hasonló meghatározást mondott Meher Baba is: "A büszkeség az a kifejezett érzelem, amelyen keresztül az egoizmus testet ölt." Ebben az értelemben a büszkeség ellentéte vagy a szerénység, vagy a bűntudat; ez utóbbi különösen a saját alávalóságunknak értelmében, ami Ágostonnal ellenpontban áll.
A büszkeséget sok helyzetben bűnként értelmezik, máskor erényként. Néhány gondolkodó, mint például Arisztotelész (és George Bernard Shaw) a büszkeséget erény voltát vallják, míg néhány világvallás bűnként kezeli ahogyan a Példabeszédek 11:2 mondja az Ószövetségben. A kereszténységben a büszkeség - kevélység, gőg formája megnevezésen a hét főbűn egyike.
Ha erényként tekintünk rá, a büszkeség amit valaki a kinézetéből és a képességeiből nyer erényes büszkeségként ismert, a lélek nagyságát, a magnanimitást jelenti, de túlzásba vitelét bűnként kezelik, akkor hiúságként jelenik meg. A büszkeség testet ölthet a nemzet felé érzett elköteleződésben (nemzeti büszkeség) és etnikum felé is (faji büszkeség).

## Filozófiai nézetek

### Ókori görög filozófia
Arisztotelész a büszkeséget (megalopsuchia, megfelelő büszkeségként fordítva, a lélek nagyságát, a magnanimitást kifejezve) az erények koronájaként azonosítja, és megkülönbözteti a hiúságtól, a mértékletességtől és a szerénységtől, így:
Most az embert, akit büszkének gondolunk, azt hiszi magáról, hogy nagy dolgokra képes, érdemes rájuk; aki a képességein túl ilyet tesz az bolond, de az erényes ember nem bolond vagy hülye. A büszke ember így olyan ember amit leírtunk. Aki kevésre képes és kicsit gondol magáról mérsékelt, de nem büszke; a büszkeség a nagyságra utal, ahogyan a szépség jó mértékű testre utal, és a kis emberek lehetnek tiszták és arányosak, de nem lehetnek szépek. 
Azzal fejezi be, hogy
A büszkeség úgy tűnik, hogy az erények koronája; mert erősebbé teszi azokat, és nem található meg nélkülük. Ennélfogva nehéz tényleg büszkének lenni, lehetetlen a nemesség és a karakter jósága nélkül. 
Ezzel ellentétben Arisztotelész így határozta meg a hübriszt:
Szégyent hoz az áldozatra, nem olyan értelemben hogy bármi történne veled, vagy történt már veled, hanem pusztán az önnagyításra. A hübrisz nem az elmúlt sebek jutalma; ez bosszú. Az öröm a hübriszben ez okból van: az ember azt gondolja, hogy a mások rosszul kezelésének nyomán a saját felsőbbrendűsége növekedni fog.
Így - bár sok vallás nem látja a különbséget - Arisztotelésznek és sok filozófusnak a hübrisz teljesen más dolgot jelent, mint a büszkeség.

## Pszichológiai nézetek

### Érzelemként
Pszichológiai kifejezésekkel a büszkeség egy "örömteli, néha üdítő érzelem, amely a pozitív önértékelésből származik". Tracy et al. az University of California, Davisről, az érzelmi kifejezésekhez (UCDSEE) adta 2009-ben, mint egyikét a három "öntudatos" érzelemnek, amelyek felismerhető kifejezést jelentenek (a másik kettő a zavar és a szégyen)
A "fiero" kifejezés az olasz pszichológushoz, Isabella Poggihoz köthető, hogy leírja a tapasztalt és kifejezett büszkeséget amely olyan pillanatokban jelenik meg, amelyek csapások felett aratott diadalt követnek. Az arci kifejezések amelyek a büszkeséget mutatják be, lehet az áll megemelése, mosoly, vagy csípőre tett kéz, amely a győzelmet mutatja. Az egyének másoknak öntudatlanul is státuszt adhatnak, pusztán azért mert ők kifejezik a büszkeséget, más olyan esetekben is, amikor kifejezetten el akarják kerülni azt. Némely tanulmány azt mutatja, hogy a büszkeség nonverbális kifejezése olyan üzenetet hordoz, amely mások által az illető magas társadalmi státuszaként értelmeződik.
A viselkedésben a büszkeséget úgy is ki lehet fejezni, hogy egy kiterjedt testtartást veszünk fel, amelyben a fej hátrahajlik és a karok kiterjednek a testből. Ez a kifejeződés velünk született, ahogyan születésüktől vak egyének is kifejezik, akik nem látták ezt másokon.

### Pozitív eredmény
A büszkeség általános felfogása az, hogy az önirányított megelégedés eredménye, a személyes célok elérésével együtt; például Weiner et al. azt mondta, hogy a pozitív teljesítmény büszkeség megjelenéséhez vezet, amikor ezt ő egyedül okozta. Sőt mi több, Oveis et al. a büszkeséget egy erős self jeleként fogalmazza meg, amely a hasonlóságot mutatja az erős másokhoz, ahogyan különbözőséget a gyenge másoktól. Ebben a fényben úgy látszik, mint egy hierarchianövelő érzelem, ahogyan a tapasztalata és megmutatása segít a konfliktusból fakadó tárgyalások elkerülésében. A büszkeségben megjelenik az örömérzet és a dolgok elérésének érzete. "Több pozitív viselkedéshez és eredményhez vezet azon a téren, ahol az egyén büszke"(Weiner, 1985). A büszkeség általában pozitív közösségi viselkedésekkel társul, mint például mások segítése és a kifelé történő előrelépés. A reménnyel együtt gyakran olyan érzelmet ír le, ami a teljesítmény elérését segíti, ahogyan képes bekapcsolni fókuszált és éhező erőfeszítést, hogy az elkövetkezendő  értékelendő eseményekre készüljünk. Segíthet megnövelni az értékét és rugalmasságát a kifejtett erőfeszítésnek (Fredrickson, 2001). Bagozzi et al. szerint a büszkeség pozitív hatással jár a kreativitás, produktivitás és altruizmus megnövelésében. Például rájöttek, hogy az iskolai eredményekben a büszkeség eredményesebbé tesz az alacsonyabb szociogazdasági vidéken, míg előnyösebb vidéken a nagy büszkeség kisebb eredményt hoz.

### A gazdaságpszichológiában
A gazdaságpszichológiában a büszkeség a megfelelőtől a hamis büszkeségig terjed. Előbbi hiteles eredményekkel, a későbbi rosszul felhasznált vagy patológiai következményekkel jár. Lea et al. megvizsgálta a büszkeség szerepét több gazdasági helyzetben és kijelentette hogy minden esetben azért került sor büszkeségre, mert a gazdasági döntések nem történtek egymástól elválasztva, hanem összeforrtak az illető önképével, aki a gazdasági döntéseket meghozta. Ilyen módon értelmezve a büszkeség egy olyan érzelmi állapot, amely azért működik, hogy biztosítsa hogy az emberek olyan pénzügyi döntéseket hoznak, amelyek a hosszú távú érdekeiket tükrözik, még akkor is ha rövid távon irracionálisnak is tűnnek.

### Bűn, büszkeség, és önelfogadás

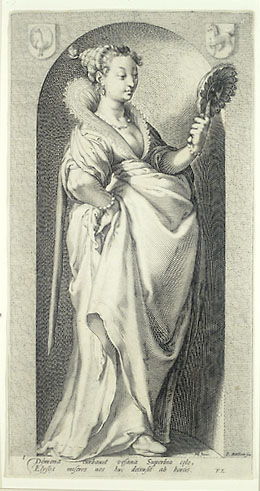
Kevélység a hét főbűn közül, Jacob Matham munkája 1592

A rendkívüli önértékelést kevélységnek nevezik. A klasszikus keresztény teológia a büszkeségre úgy tekint, mint az elsődleges emberi problémára, de a 20. század elejétől kezdődően a humanisztikus pszichológia az elsődleges emberi problémának az alacsony önértékelést értékelte, amely abból ered, hogy az egyén nem becsüli magát annyira, amennyit "valójában ér". Carl Rogers megfigyelte, hogy a legtöbb ember úgy tekint magára, mint aki értéktelen és nem szerethető. Így nincs önbizalmuk.
Dr. Terry D. Cooper (2003) a túlzott büszkeséget az alacsony önértékeléssel együtt egy fontos paradigmájává teszi az emberi állapot leírásának. Megvizsgálja és összehasonlítja az Ágostoni-Niebuhri alapvetést, ami arról szól hogy a büszkeség elsődleges, a büszkeség feminista fogalmát ahogyan az a nőkből hiányzik, a humanista pszichológia álláspontját, amely azt mondja, hogy a büszkeség nem adekvát kifejezése senki tapasztalatának, azt az elképzelését, hogy ha a büszkeség megjelenik, akkor az mindig egy hamis kép, amely megvédi az alulértékelt selfet. Úgy tekinti, hogy a neo-Freudiánus pszichoanalitiksok, név szerint Karen Horney, ígéretet nyújtanak az ezzel való megküzdésre amit ő úgy hív, hogy "a túlértékelt és alulértékelt self közti holtpont" (Cooper, 112–3).
A munkájára utal, amely leírja a kapcsolatot a vallásos büszkeség és a pszichológiai büszkeség között mint a bűn között is, amely leírja, hogy egy neurotikus büszkeségrendszer az önlenézés és az alacsony önértékelés eredménye:

Az "idealizált self," a "kellene türannosza," a "büszkeségrendszer" és az önutálat természete mind a neurotikus büszkeség és öndicséret felé mutat. Annak megértése, hogy a neurotikus büszkeségrendszer egy önlenézés és alacsony önértékelés eredménye. (Cooper, 112–3).

### Hübrisz és csoportbüszkeség
A hübriszt magát többnyire az intra-egyéni negatív eredményekkel társítják és gyakran társul agresszió és ellenségesség kifejeződésével (Tangney, 1999). Ahogyan valaki elvárná, a hübrisz nem feltétlenül társul magas önértékeléssel, hanem nagyon változó önértékeléssel. A hübrisz hosszan tartó érzése konfliktusokhoz vezet, és sokszor véget vet közeli kapcsolatoknak is, ami miatt ez egyike a kevés érzelemnek, amely bármiféle pozitív vagy adaptív funkciót mellőz (Rhodwalt, et al.).
Több tanulmány, amit az UC Davis pszichológus Cynthia Picket készített, megmutatta, hogy ha a csoport tagjai, büszkélkednek, irigykednek, vagy becsmérelnek másokat, alacsonyabb szociális státuszra enged következtetni, vagy arra hogy sebezhetőbbek más csoportok fenyegetései által. Azt állítja, hogy a "hübrista, nagyképű csoportbüszkeség a csoportos bizonytalanság jele ellentétben az erővel" abban hisz, hogy aki úgy fejezi ki a büszkeségét, hogy szerényen a tagok erőfeszítéseire fókuszál és a kemény munkára, magasabb szociális elismerést tudhat magáénak, közösségi és személyes szempontból is.

## Nemzeti büszkeség

### Németország
Németországban a "nemzeti büszkeséget" ("Nationalstolz") gyakran a régi nemzetiszocialista rezsimmel társítják. A nemzeti büszkeség erős kifejezése emiatt sok német szerint rossz ízlésre vall. Folyamatos vita van a német hazafisággal kapcsolatban. A 2006-os labdarúgó-világbajnokság, amit Németországban tartottak, szemtanúja lehetett a német hazafiságnak, amely olyan helyzetben hagyta az országot, mint amit sok éve nem láttunk. Bár sokan hezitáltak támogatásukat kifejezni a nemzeti zászlók ablakból lógatásával, ahogyan a csapat a bajnokságban előrelépett, a támogatás is úgy növekedett az országon belül. Mire a középdöntős Olaszország került sorra, a nemzeti büszkeség a legnagyobbá vált a bajnokság alatt, és a világbajnokság megrendezése nagy sikert jelentett Németországnak, mint nemzetnek. A világbajnokság után azonban a hazafiság témája épp olyan nehézzé vált, mint azelőtt volt.

## LMBT-büszkeség

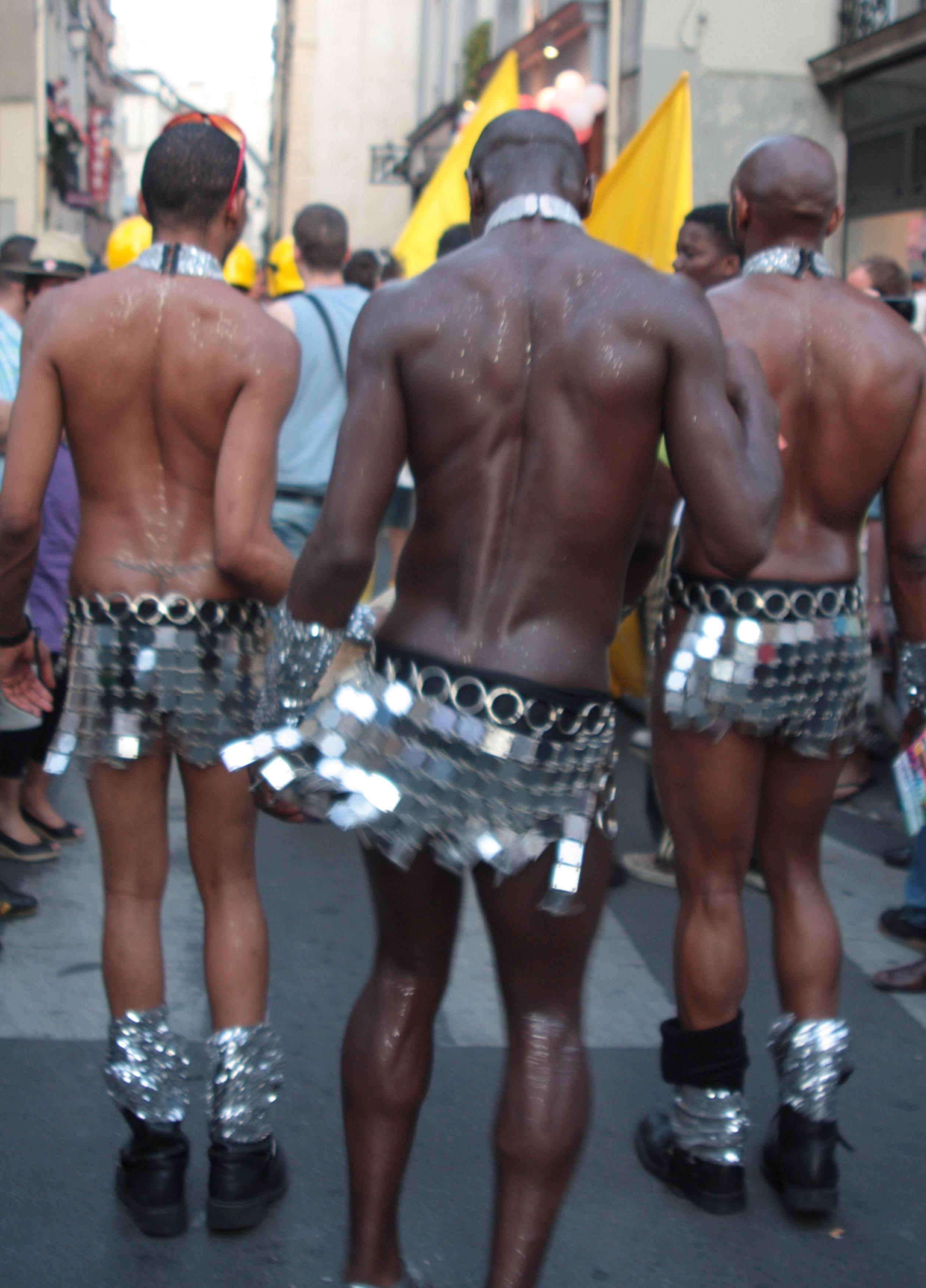
Melegbüszkeség-fesztivál, Párizs, 2009

A melegbüszkeség egy világméretű mozgalomra utal, és olyan filozófiára, amely megállapítja, hogy a leszbikus, meleg, biszexuális, and transznemű (LMBT) egyének büszkék kell hogy legyenek a szexuális orientációjukra és a nemi identitásukra. Az LMBT-büszkeség egyenlő jogokért és javadalmazásért küzd az LMBT emberek részére. A mozgalomnak három fő állítása van: hogy az emberek legyenek büszkék a szexuális irányultságukra és a nemi identitásukra, az hogy a szexuális többféleség ajándék, és hogy a szexuális orientáció és nemi identitás megváltoztathatatlan.
A büszkeség szó ebben az értelemben a szégyen ellentéte. A büszkeség így egy megerősítés a saját selfünkben és közösségi egységként is. A modern melegbüszkeség-mozgalom a Stonewall-lázadáskor kezdődött a késő hatvanas években.[forrás?]

## Hiúság
A hétköznapi beszédben a hiúság sokszor pozitív színben tűnik fel, amely racionális törődést mutat az egyén személyes megjelenésével, vonzóságával és öltözködésével, és emiatt különbözik a büszkeségtől. Viszont egy irracionális hitre is utal az illető saját képességeit vagy vonzóságát illetően mások szemében, és emiatt összehasonlítható a büszkeséggel. A hiúság latinul vanitas, ami ürességet, megbízhatatlanságot, haszontalanságot, bolondságot és üres büszkeséget jelent. Itt az üres büszkeség hamis büszkeséget jelent, abban az értelmében, hogy üres és igazolatlan az egyén saját érdemeinek és cselekedeteinek megfelelően, de alakoskodó és felszínes karaktereket tudhat magáénak.
Sok vallásban a büszkeség egy formája az önbálványozásnak, amelyik visszautasítja az Istent a saját képére, és ennélfogva elválik Isten kegyelmétől. Lucifer és Narkisszosz történetei (akitől a nárcizmus kifejezést örököltük) és mások megvilágítják a hiúság sötét oldalát. A nyugati művészetben a hiúságot gyakran páva jelképezi és a bibliai kifejezés pedig a Babilon szajhája. A világi allegóriában, a hiúság kisebb bűn. A reneszánsz alatt a hiúságot gyakran meztelen nő szimbolizálta, aki ül vagy hever. Haját fésüli és tükröt tart a kezében. A tükröt sok esetben démon vagy egy puttó tartja. A hiúság más szimbólumai az ékszerek, aranyérmék, erszény, és gyakran a halál alakja.

## Lásd még
- Arrogancia
- Dunning–Kruger-hatás
- Hübrisz
- Nárcizmus
- Hét főbűn
- Hét mennyei erény

## Fordítás
- Ez a szócikk részben vagy egészben  a   Pride című angol Wikipédia-szócikk ezen változatának fordításán alapul.  Az eredeti cikk szerkesztőit annak laptörténete sorolja fel. Ez a jelzés csupán a megfogalmazás eredetét és a szerzői jogokat jelzi, nem szolgál a cikkben szereplő információk forrásmegjelöléseként.